# Logania serpyllifolia
Logania serpyllifolia är en tvåhjärtbladig växtart. Logania serpyllifolia ingår i släktet Logania och familjen Loganiaceae.

## Underarter
Arten delas in i följande underarter:
- L. s. angustifolia
- L. s. serpyllifolia